# Juan José Millás

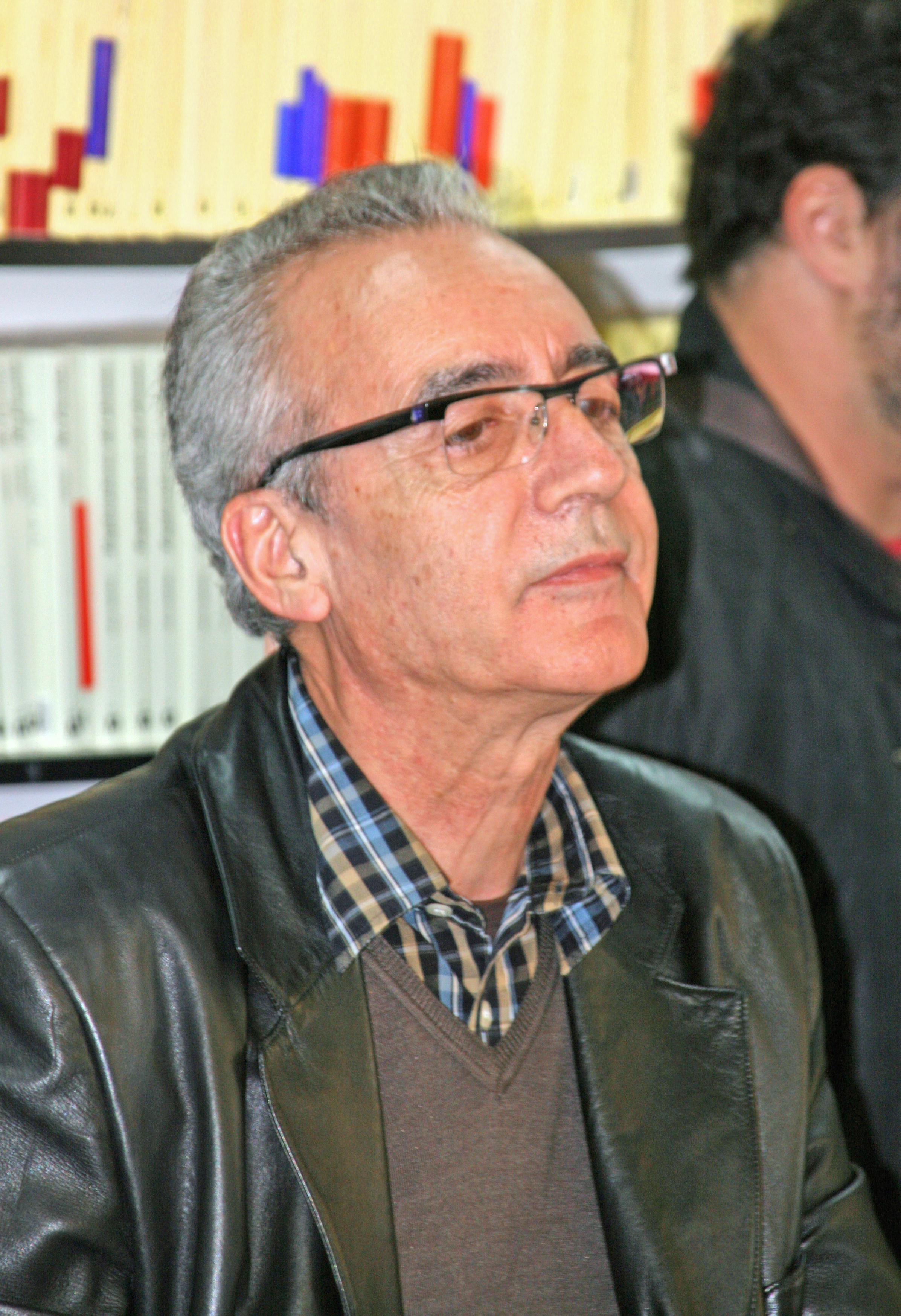
Juan José Millás, 2008

Juan José Millás Garcia (* 31. Januar 1946 in Valencia, Spanien) ist ein spanischer Schriftsteller und Journalist.

## Leben
Die gesamte Familie Millás zog 1952 nach Madrid, wo der Schriftsteller die meisten Jahre seines Lebens verbrachte. Sein Studium der Philosophie und Literatur an der Madrider Universidad Complutense brach er im dritten Jahr ab. Er nahm eine Anstellung bei der Fluggesellschaft Iberia an und befasste sich privat mit Lesen und Schreiben. Seine ersten Werke sind bisher (Dez. 2010) nicht in deutscher Sprache veröffentlicht, obwohl sein Kurzroman Cerbero son las sombras aus dem Jahre 1974 mit dem Premio Sésamo ausgezeichnet wurde und Millás damit den Kritikern bekannt wurde. Es folgten Visión de ahogado (1977) und El jardín vacio (1981). Papel mojado aus dem Jahre 1983 wurde 1987 unter dem gleichen Titel in Deutschland verlegt. Seit den 1980er Jahren arbeitet er auch als Journalist in Presse und Fernsehen.
Seit 1987 ist Millás in zweiter Ehe mit Isabel Menéndez verheiratet und hat aus dieser Verbindung ein zweites Kind.

## Ehrungen und Preise
- 1974: Premio Sésamo für Cerbero son las sombras
- 1990: Premio Nadal für La soledad era esto, deutsch: Das war die Einsamkeit
- 2002: Premio Primavera des Novela für Dos mujeres en Praga, deutsch: Zwei Frauen in Prag
- 2005: Premio de Periodismo Premio Francisco Cerecedo
- 2006: Ehrendoktorwürde der Universität Turin
- 2007: Premio Planeta für seine Autobiografie El mundo, deutsch: Meine Straße war die Welt.
- 2007: Ehrendoktorwürde der Universität Oviedo
- 2008: Premio Nacional de Narrativa für El mundo.
- 2009 Premio Don Quijote de Periodismo

## Werke in deutscher Sprache (Auswahl)
- Meine Straße war die Welt. übersetzt von Peter Schwaar. (span. El mundo). S. Fischer Verlag, Frankfurt am Main 2010, ISBN 978-3-10-049013-1.[1]
- zusammen mit Juan Madrid und Javier Marías: La otra cara de Madrid, Cornelsen, Berlin 2008, ISBN 978-3-464-20293-7.
- Zwei Frauen in Prag. Deutscher Taschenbuch-Verlag, München 2005, ISBN 3-423-24457-7.
- Die alphabetische Ordnung. (span.: El orden alfabético), Deutscher Taschenbuchverlag, München 2003, ISBN 3-423-24348-1.
- Das war die Einsamkeit. Suhrkamp Verlag, Frankfurt am Main 1991, ISBN 3-518-40393-1.
- Dein verwirrender Name. (span.: El desorden de tu nombre), Suhrkamp Verlag, Frankfurt am Main 1990, ISBN 3-518-11623-1.
- Papel mojado. Klett Verlag, Stuttgart 1987, ISBN 3-12-561870-3.